# Rudolf Schröder (Architekt)
Rudolf Schröder (* 3. Juli 1874 in Altona; † 9. Dezember 1929 in Hannover) war ein deutscher Architekt.

## Leben
Rudolf Schröder arbeitete ab spätestens 1905 selbständig in Hannover, zunächst bis 1908 gemeinsam mit dem Architekten Rudolf Friedrichs (Büro „Friedrichs und Schröder“), und war Mitglied im Bund Deutscher Architekten (BDA).
Schröder unterrichtete an der Kunstgewerbeschule Hannover.

## Bauten und Entwürfe

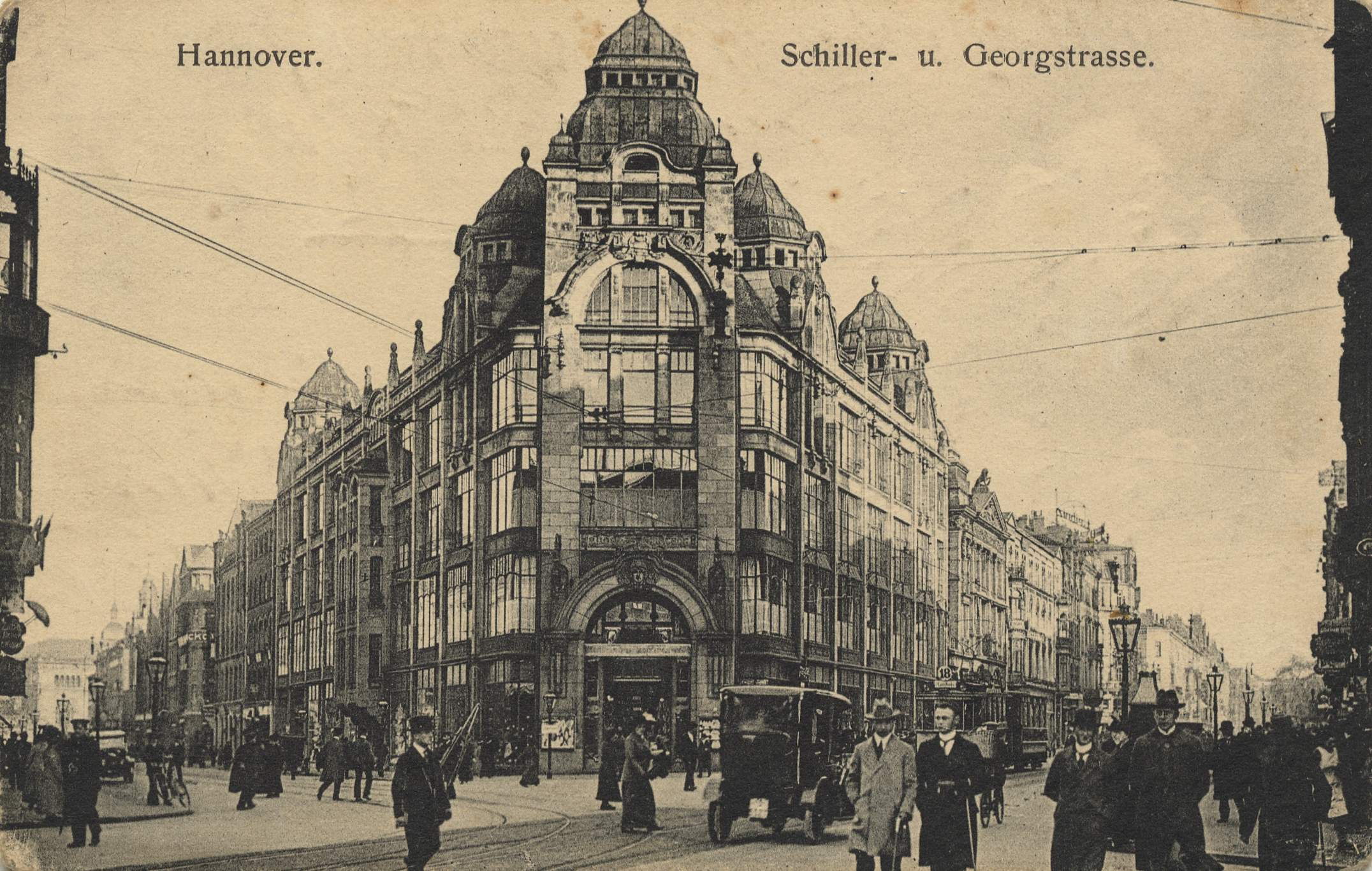
Warenhaus Karstadt in Hannover;
Ansichtskarte, um 1906

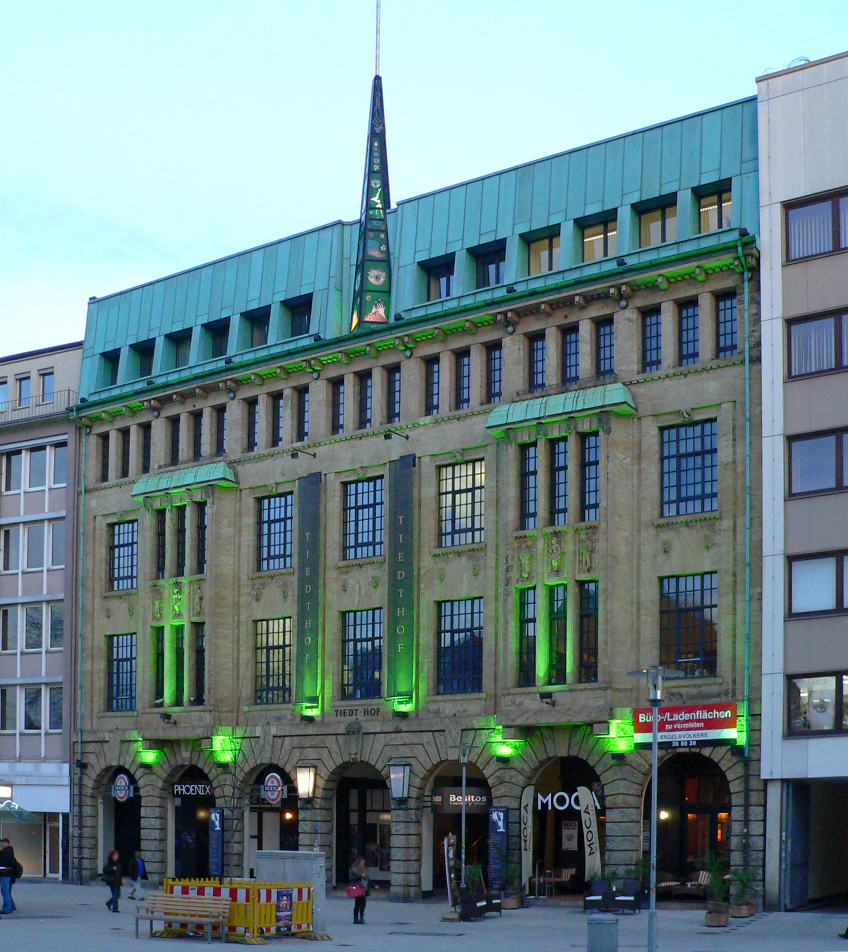
Volkshaus in Hannover (2013)

- 1906 fertiggestellt: Warenhaus Karstadt in Hannover, Georgstraße / Schillerstraße (gemeinsam mit Rudolf Friedrichs; 1943 kriegszerstört)[3]
- 1909–1910: Volkshaus in Hannover, Goseriede 4 (1998–1999 umgebaut und umgenutzt, seitdem „Tiedthof“)[4][5][6]
- 1912–1913: Betriebszentrale für den Hannoverschen Konsumverein in Hannover-Laatzen, Hildesheimer Straße 7 (heute Werner-von-Siemens-Platz 1, genannt Rudolf-Schröder-Haus, unter Denkmalschutz)[1]
- 1912–1914: Mehrfamilienwohnhaus-Gruppe für die Eisenwarenhandlung Georg von Cölln in Hannover, Langensalzastraße 3/5 / Heinrich-Kümmel-Straße 1[7][8]
- um 1927/1928: Betriebszentrale des Konsumvereins für Aschersleben und Umgebung in Aschersleben, Weststraße 14–20 (unter Denkmalschutz)[9]
- um 1928: Mehrfamilienwohnhaus-Bebauung in Hannover-Kleefeld, Spilckerstraße 1–8 (unter Denkmalschutz)[10]
- 1929 fertiggestellt: Betriebszentrale des Konsumvereins „Vorwärts“ in Brandenburg an der Havel, Wilhelmsdorfer Landstraße 63[11]